# Валя-Перілор
Валя-Перілор (рум. Valea Perilor) — село у повіті Горж в Румунії. Входить до складу комуни Кетунеле.
Село розташоване на відстані 255 км на захід від Бухареста, 34 км на південний захід від Тиргу-Жіу, 91 км на північний захід від Крайови.

## Населення
За даними перепису населення 2002 року у селі проживали 476 осіб, усі — румуни. Усі жителі села рідною мовою назвали румунську.